# Nebulitzador

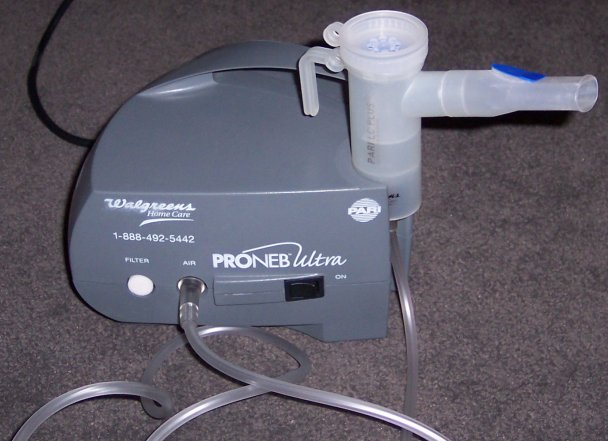
Nebulitzador d'ús mèdic

Un nebulitzador és un aparell dissenyat per a aplicar un líquid en forma de gotes. El seu nom és degut al fet que en realitzar l'aplicació aquestes gotes semblen un núvol o boira. Hi ha aplicacions en diversos camps:
- Un petit difusor de reg que vaporitza l'aigua a distància reduïda. Funciona a pressió elevada, entre 3 i 8 kg/cm², i és emprat preferentment en els hivernacles per tal d'aconseguir una alta humitat relativa a l'aire.[1]
- Un aparell mèdic que permet escampar un medicament en gotes molt petites.[2]
- Un aparell destinat a la dispersió de microgotes. Generalment associat a l'aplicació de desinfectants o insecticides. Normalment elèctrics o a motor d'explosió. Generen un flux variable i permet l'arribada del producte en un tractament volumètric, ja que dispersen el producte per tot el volum tractat.